# Inventaire tout en acoustic
Albums de Christophe Willem
Inventaire
(2007) Caféine
(2009)
Inventaire tout en acoustic est le deuxième album du chanteur français Christophe Willem, sorti en novembre 2007. Il s'agit de la version acoustique de son premier album Inventaire, paru sept mois plus tôt, complémenté par un DVD avec l'enregistrement live, ainsi que des chansons inédites.

## Production
L'album a été enregistré après le grand succès de la version originale d'Inventaire, qui est devenu la quatrième meilleure vente d'album en France de l'année 2007,.
Inventaire tout en acoustic contient trois chanson inédites : Sunny, Zombie et Des Nues. Christophe Willem avait déjà atteint la 3e place du Top 50 français avec une version studio de Sunny en 2006 et Zombie est une reprise de la chanson du groupe irlandais The Cranberries. 
Les titres Intemporel, Pourquoi tu t'en vas ?, Demain et La Tortue, qui figurent sur l'album Inventaire, ne sont pas inclus dans la version acoustique. 
L'album physique contient également un DVD avec près d'une heure de concert acoustique.

## Performance commerciale
L'album est entré dans le Top Albums français la semaine du 8 décembre 2007 à la 24e place et est resté dans le top 50 pendant six semaines et dans le top 100 pendant 12 semaines, avant de sortir du classement fin mai 2008. Inventaire tout en acoustic était le 107e album le plus vendu en France en 2007. 
Selon les estimations établies par le site InfoDisc fin 2018, l'album Inventaire tout en acoustic se serait vendu à 63 000 copies, tandis que d'autres sources parlent de 75 000 albums vendus.

## Pistes
| 1.  | Élu produit de l'année | Matthias Debureaux           | Bertrand Burgalat                            | 3:42 |
| 2.  | Quelle chance          | Zazie                        | Zazie, Jean-Pierre Pilot, Olivier Schultheis | 4:35 |
| 3.  | Jacques a dit          | Zazie                        | Zazie, Jean-Pierre Pilot, Olivier Schultheis | 4:05 |
| 4.  | Le Lycée               | Philippe Katerine            | Philippe Katerine                            | 4:19 |
| 5.  | Sunny                  |                              |                                              | 3:41 |
| 6.  | Bombe anatomique       | Zazie                        | Zazie, Jean-Pierre Pilot, Olivier Schultheis | 3:28 |
| 7.  | Zombie                 |                              |                                              | 3:12 |
| 8.  | Chambre avec vue       | Natacha Le Jeune             | Christophe Willem                            | 3:50 |
| 9.  | Des Nues               |                              |                                              | 5:05 |
| 10. | Safe Text              | Zazie                        | Zazie, Jean-Pierre Pilot, Olivier Schultheis | 4:05 |
| 11. | Double Je              | Zazie                        | Zazie, Jean-Pierre Pilot, Olivier Schultheis | 3:55 |
| 12. | Kiss the Bride         | Rémy Lacroix, Pierre Demarty | Rémy Lacroix                                 | 5:42 |

| 1.  | Élu produit de l'année |  |
| 2.  | Quelle chance          |  |
| 3.  | Jacques a dit          |  |
| 4.  | Le Lycée               |  |
| 5.  | Sunny                  |  |
| 6.  | Bombe anatomique       |  |
| 7.  | Zombie                 |  |
| 8.  | Chambre avec vue       |  |
| 9.  | Des Nues               |  |
| 10. | Safe Text              |  |
| 11. | Double Je              |  |
| 12. | Kiss the Bride         |  |

## Classement
| Classement (2007)   | Meilleure position |
| ------------------- | ------------------ |
| France (Top Albums) | 22                 |

| Classement (2007)   | Position |
| ------------------- | -------- |
| France (Top Albums) | 107      |